# Pokerpatiens
Pokerpatiens är en patiens, ett slags pusselspel för en person som spelas med spelkort. Att spela en patiens kallas oftast att "lägga" en patiens. Oftast är två utfall är möjliga: antingen vinner man - patiensen "går ut" - eller så förlorar man, men i vissa patienser, till exempel pokerpatienser, räknar man poäng.

## Liten pokerpatiens
Fem kort läggs ut rättvända bredvid varandra. Därefter läggs ett kort i taget rättvänt ut halvtäckande ovanpå vart och ett av de fem ursprungliga korten. Korten kan läggas på vilket som helst av de tidigare utlagda korten, men det måste ligga två kort i varje hög innan den tredje raden påbörjas, tre kort i varje hög innan den fjärde raden påbörjas etc. Proceduren pågår tills det ligger fem kort i varje hög. Syftet är att försöka lägga pokerhänder i varje hög, vilka ger poäng. 
- Ett par ger en poäng

- Två par i samma hög två poäng
- Triss tre poäng
- Stege fyra poäng
- Färg fem poäng
- Kåk sex poäng
- Fyrtal sju poäng
- Färgstege åtta poäng
- Färgstege med Ess som högsta kort nio poäng.

Maximal poäng är alltså 44, men redan 15 poäng kan anses vara ett mycket bra resultat och mer än 20 poäng är sällsynt.

## Stor pokerpatiens
Ett kort läggs rättvänt på bordet ganska långt upp till vänster (det ska få rum fem kort åt höger och fem kort nedåt). Ett nytt kort läggs ut angränsande det nyss lagda kortet, dvs direkt till höger om, direkt nedanför eller diagonalt nedanför till höger. Nästa kort läggs på samma sätt i kontakt med något av de tidigare lagda korten. Detta fortgår tills man har lagt ut tjugofem kort i fem rader och fem kolumner. Man har rätt att kasta fem kort under utläggningen. På samma sätt som i den lilla  pokerpatiensen räknas poäng, men nu både för varje rad och varje kolumn. En strategi kan vara att försöka samla på färger i raderna och på par, triss, fyrtal, stegar och kåkar i kolumnerna. Maximal poäng är 79 (fyra höga färgstegar och en vanlig färgstege i kolumnerna samt fem fyrtal i raderna). I själva verket kan mer än 40 poäng anses mycket bra och över 50 är sällsynt.